# Cossula albicosta
Cossula albicosta är en fjärilsart som beskrevs av William Schaus 1911. Cossula albicosta ingår i släktet Cossula och familjen träfjärilar. Inga underarter finns listade i Catalogue of Life.